# Cataegis
Cataegis is een geslacht van weekdieren uit de klasse van de Gastropoda (slakken).

## Soorten
- Cataegis celebesensis McLean & Quinn, 1987
- Cataegis finkli (Petuch, 1987)
- Cataegis leucogranulatus (Fu & Sun, 2006)
- Cataegis nakagawensis Kaim, Jenkins & Hikida, 2009 †
- Cataegis pleres Vilvens, 2016
- Cataegis stroggile Vilvens, 2016
- Cataegis tallorbioides Vilvens, 2016